# Пряшевская Русь

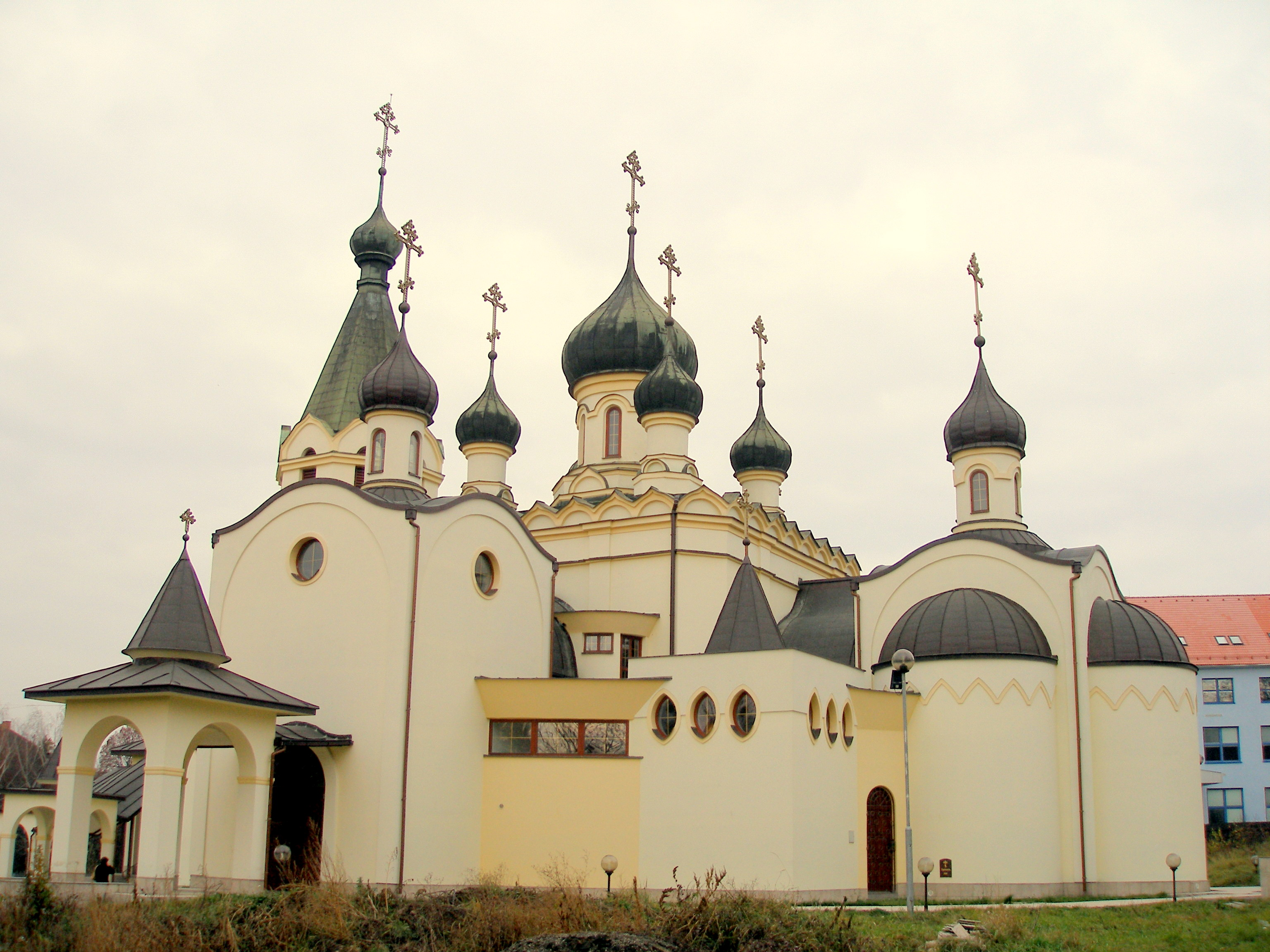
Собор Александра Невского в Пряшеве (освящён в 1950 г.)

Пряшевская Русь (Пряшевщина; русин. Прешовска Русь, Пряшивска Русь, укр. Пряшівщина) — название региона Словакии, населённого преимущественно русинами и украинцами. Происходит от названия города Прешов (Пряшев), который с начала XIX века являлся центром греко-католической епархии и культурным центром русинов и украинцев Лемковщины, но в настоящее время не является частью русинской и украинской этнолингвистической территории. В настоящее время административно эта территория входит в состав Прешовского края Словакии.
Пряшевская Русь граничит с Закарпатской областью Украины, в прошлом Подкарпатской Русью и простирается на запад до деревни Остурня у предгорья Татр на севере Словакии. К этому региону относится около трёхсот деревень. Он относится к Прешовской епархии Православной церкви Чешских земель и Словакии. Большинство пряшевских русинов и украинцев — греко-католики, наибольшее число православных — 29 % населения, наблюдается в районе Медзилаборце.
Термин «Пряшевская Русь» начал использоваться русинскими активистами в начале 1920-х годов, когда русины, проживающие на юге Карпат, на территории новообразованного государства Чехословакия, оказались разделены административными границами. Он означал земли русинов, проживающих под административным управлением Словакии, в отличие от автономной Подкарпатской Руси. Словацкие же политические и культурные активисты возражали против использования этого термина.
Русинские дети частично обучались в школах на русинском языке, начальных школ с «народным русинским языком» насчитывалось всего 95 в 1924 году и 111 в 1933 году, подавляющее большинство учеников училось в словацких школах. Но в 1950-е годы власти ЧССР провели украинизацию этих школ. В результате из 275 русинских школ в 1948 г., к 1955 г. в Восточной Словакии осталось 245 украинских, а к 1966 только 68. Украинцев Словакии объединял Культурный союз украинских трудящихся, в 1990-е годы эта организация, финансируемая Украиной, трансформировалась в Союз русинов-украинцев Словацкой Республики (СРУСР). Начиная с 1997/1998 учебного года стал изучаться в шести школах Пряшевщины, в апреле 1999 года при Институте национальных меньшинств Прешовского университета было открыто Отделение русинского языка и культуры. В Прешове на русинском языке издаётся еженедельная газета «Народны новинкы» и журнал «Русин».

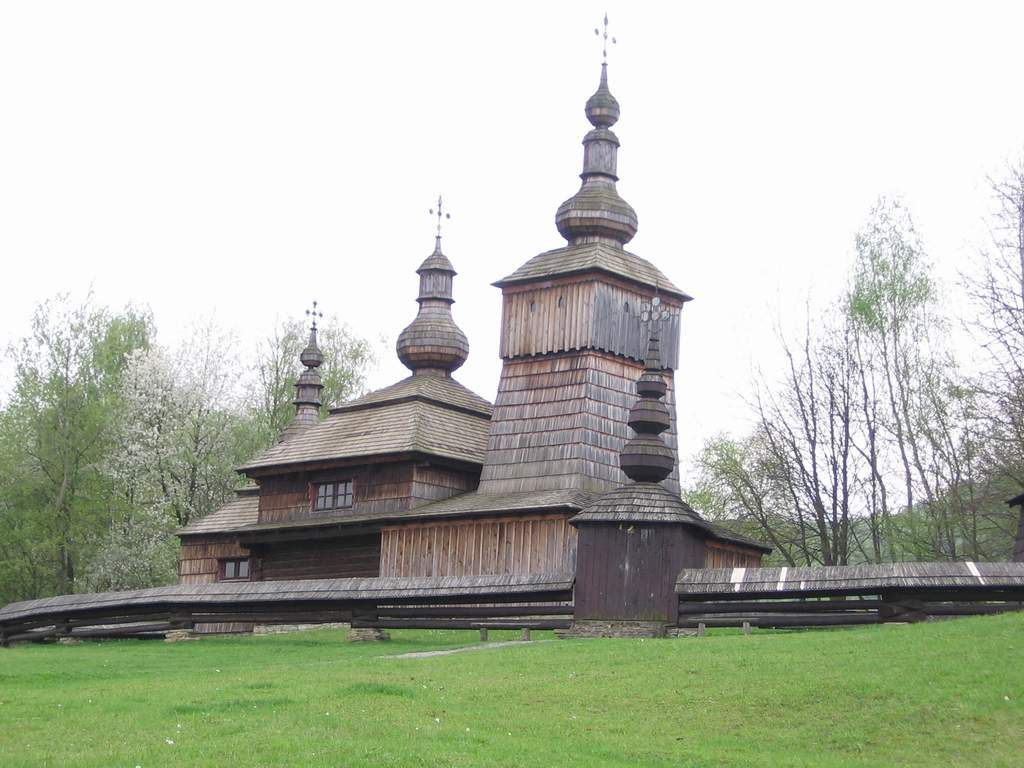
Русинская (украинская) грекокатолическая церковь в Свиднике

Наиболее многочисленной и представительной организацией украинцев в современной Словакии является «Союз русинов-украинцев», численность которой сейчас составляет около 4 тысяч человек. Председатель — Пётр Сокол.
Союз русинов-украинцев и Союз украинских писателей Словакии имеют свои периодические издания, которые издаются на украинском языке:
- Газета «Новая жизнь» (выходит с 1951 года), печатный орган Союза русинов-украинцев. Главный редактор — Мирослав Илюк.
- Литературно-художественный и публицистический журнал «Дукля» (издаётся с 1953 года), печатный орган Союза украинских писателей Словакии.
- Детский журнал «Радуга» (выходит с 1951 года). Главный редактор — Иван Яцканин.

Среди других украинских организаций Пряшевщины можно выделить:
- Союз скаутов «Пласт» украинско-русинской молодёжи в Словакии. Председатель — Лев Довгович.
- Украинский народный любительский хор «Карпаты». Художественный руководитель — Лев Довгович.
- Координационный комитет репатриантов в Словацкой Республике. Председатель — Мария Долинская
- Словацко-украинское общество, председатель Михал Черны
- Украинский музыкально-драматический ансамбль им. Т. Г. Шевченко. Художественный руководитель Василий Грицак.